# Michael Schmaus
Michael Raphael Schmaus (* 17. Juli 1897 in Oberbaar, Bayern; † 8. Dezember 1993 in Gauting, Oberbayern) war ein deutscher katholischer Priester und Hochschullehrer (Theologie und Dogmatik). Er wird zu den bedeutendsten deutschen Theologen des 20. Jahrhunderts gerechnet. Vor allem mit seiner einflussreichen Katholischen Dogmatik wandte Schmaus sich von der bisherigen Neuscholastik ab und entwickelte ein biblisch, geschichtlich und personal ausgerichtetes Verständnis, das dem II. Vaticanum und einer ökumenischen Öffnung der Konfessionen entsprach.

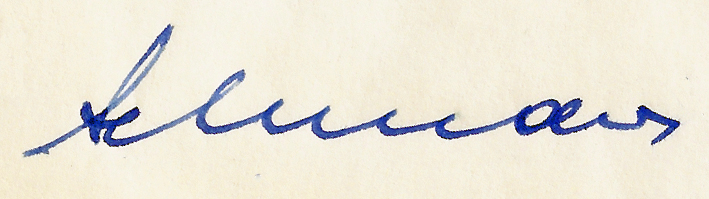
Michael Schmaus. Signatur 1980

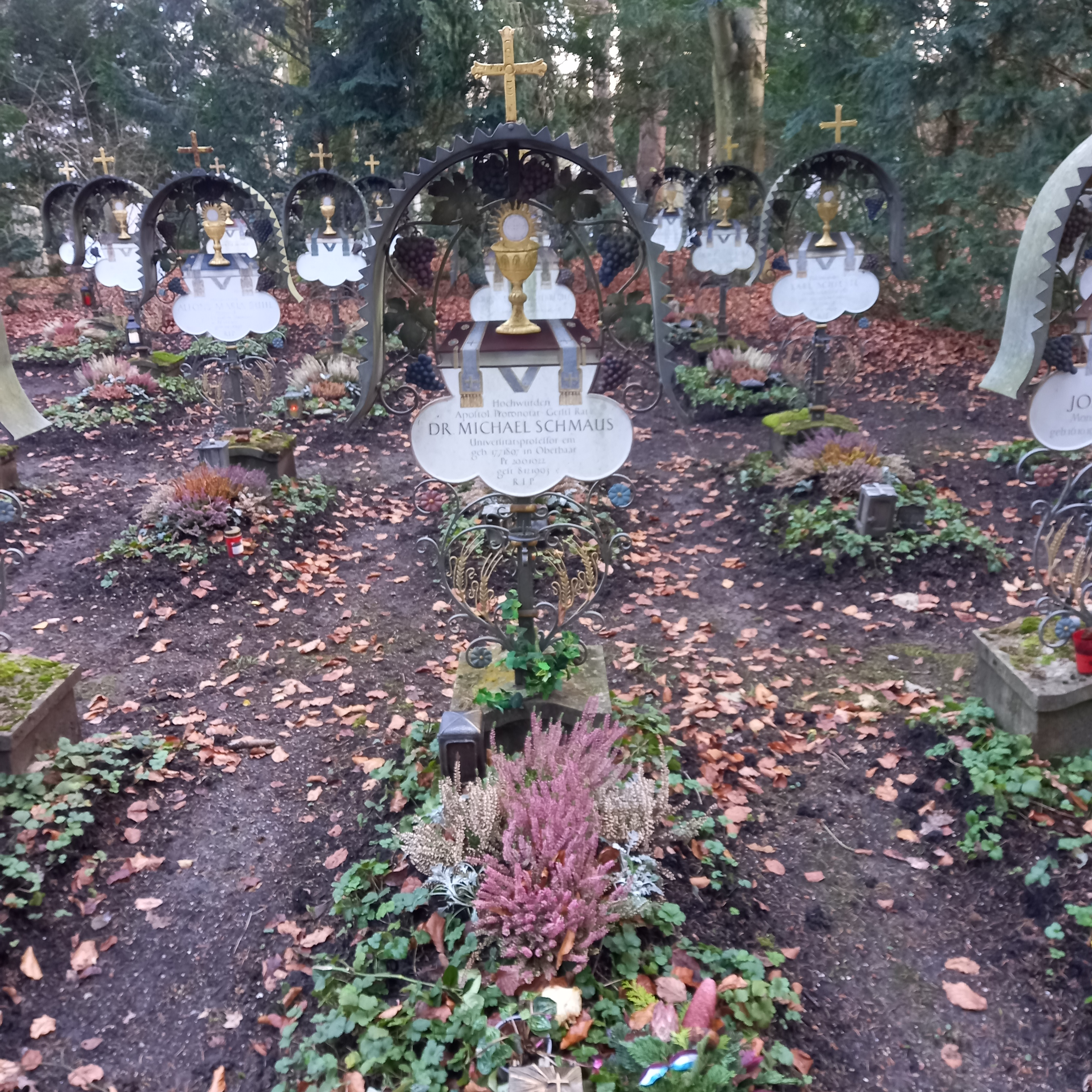
Das Grab von Michael Schmaus auf dem Waldfriedhof (München)

## Leben
Michael Schmaus wuchs in der Familie eines Landwirts auf. Er studierte nach dem Abitur in Rosenheim katholische Theologie an der Ludwig-Maximilians-Universität München und wurde 1924 bei Martin Grabmann zum Dr. theol. promoviert. 1922 empfing er die Priesterweihe, die Primiz feierte er am 16. Juli 1922 in seinem Geburtsort Oberbaar. Nach Lehraufträgen an der Philosophisch-Theologischen Hochschule Freising, am dortigen Priesterseminar und an der Universität München war er Professor für Dogmatik am deutschsprachigen Teil der Karls-Universität Prag (1928–1933) und ab 1933 an der Westfälischen Wilhelms-Universität Münster.
Von 1946 bis zu seiner Emeritierung 1965 war er ordentlicher Professor für katholische Dogmatik an der Ludwig-Maximilians-Universität München. Zu seinen Schülern gehörten Joseph Ratzinger – der spätere Papst Benedikt XVI., mit dem er sich im Zusammenhang mit dessen Habilitationsschrift zur Fundamentaltheologie „Das Offenbarungsverständnis und die Geschichtstheologie Bonaventuras“ bei Gottlieb Söhngen zerstritt –, Gerhard Boß, Josef Finkenzeller, Elisabeth Gössmann, Richard Heinzmann, Stephan Otto, Uta Ranke-Heinemann und Kardinal Leo Scheffczyk. Von 1951 bis 1952 war Schmaus Rektor der LMU München.
Schmaus nahm als Peritus am Zweiten Vatikanischen Konzil teil.
Er war Mitglied bei katholischen Studentenverbindungen des Kartellverbands katholischer deutscher Studentenvereine (KV), u. a. bei KSStV Alemannia München und KStV Askania-Burgundia Berlin, und Ehrenmitglied bei der KBStV Rhaetia München sowie den Katholischen Deutschen Studentenverbindungen Aenania München und Trifels München, jeweils im CV. Zudem war er 1929 Gründungsmitglied der katholischen Studentenverbindung Unitas Prag und trat 1933 der Unitas Sugambria in Münster bei.
Schmaus starb im Alter von 96 Jahren. Er wurde auf dem Waldfriedhof in München beigesetzt (Grab 142a).

## Wirken
Schmaus erneuerte die katholische Dogmatik maßgeblich durch die allgemeinverständliche Sprache seiner Werke und die konsequente Ausrichtung seiner Theologie an der Heiligen Schrift und den Werken der Kirchenväter. Seine umfassende, sechsmal aufgelegte Katholische Dogmatik war zu seiner Zeit ein Standardwerk von herausragender Bedeutung. Seine Bücher und Schriften wurden in zahlreiche Sprachen übersetzt.
1955 war Schmaus Gründer der Münchener Theologischen Zeitschrift. Ein Jahr vorher gründete er das Martin-Grabmann-Forschungsinstituts zur Erforschung der mittelalterlichen Theologie und Philosophie.
Seine Privatbibliothek wurde 2007 der Sächsischen Landesbibliothek – Staats- und Universitätsbibliothek Dresden (SLUB) übergeben.
Über Verbindungspunkte zur nationalsozialistischen Ideologie äußerte sich Schmaus 1934 in seinen Begegnungen zwischen katholischem Christentum und nationalsozialistischer Weltanschauung folgendermaßen: „Die Tafeln des nationalsozialistischen Sollens und die der katholischen Imperative weisen in dieselbe Wegrichtung.“ In seinem 1941 erschienenen Werk Katholische Dogmatik bezeichnete er „die Juden“ als „Knechte der Sünde“, wofür sie „keinerlei Empfinden“ hätten, und als „Kinder, Knechte des Teufels“.
Nach seinem Wechsel nach München wurde Schmaus im November 1946 wegen seiner vormaligen Zugehörigkeit zu NS-Organisationen als Professor der Universität verwiesen. Ein Spruchkammerverfahren reihte ihn zunächst in die Gruppe der „Mitläufer“, die Berufungsverhandlung als „Nichtbetroffener“ ein. Erst nachdem der Kassationshof im Bayerischen Staatsministerium diese Eingruppierung Mitte Oktober 1947 bestätigt hatte, konnte Schmaus an die Universität zurückkehren.
Er sah als Zweitgutachter der im Frühjahr 1956 vorgelegten 700-seitigen Habilitationsschrift von Joseph Ratzinger im Unterschied zu Ratzingers akademischem Lehrer Gottlieb Söhngen erhebliche Mängel, da sie seinem eigenen Verständnis von Offenbarung widersprach. Die Arbeit wurde von der Fakultät nicht abgelehnt, sondern zur Verbesserung zurückgegeben. Da Schmaus in seinem ersten Gutachten den letzten Teil der Schrift über die Geschichtstheologie Bonaventuras nicht beanstandet hatte, legte Ratzinger im Oktober 1956 diesen als neues Werk vor. Schmaus bewertete es im 2. Gutachten als ein eigenständiges neues Werk und als „eine ausgereifte Untersuchung“. Ratzinger verstand Offenbarung als „Akt und Ereignis der sich selbst verschenkenden Liebe Gottes, der von sich aus die Beziehung zum Menschen sucht und ihm in seiner Freiheit unendlich viel zutraut.“ Dogmatik sei für Ratzinger nach Manuel Schlögl nicht in erster Linie objektiver Lehrinhalt gewesen, ein Verständnis, das Schmaus in seinem Gutachten hervorgehoben habe, sondern existenzieller Nachvollzug der Begegnung mit Jesus Christus. Dieses Verständnis wurde durch das Vatikanum II in der Offenbarungskonstitution „Dei Verbum“ maßgeblich. Nach Ratzingers Auffassung, so Schlögl, gehörte „das verstehende Subjekt“ wesentlich zur Offenbarung hinzu, während Schmaus in seiner Dogmatik den übernatürlichen Charakter und lehrhaften Inhalt der göttlichen Offenbarung betont habe.
Sitzungsprotokolle der Universität München legen nahe, dass Schmaus nicht nur die Universität Bonn 1958, sondern auch die LMU 1964 vor einer Berufung Ratzingers auf den Lehrstuhl Dogmatik warnte. Schmaus begründete dies damit, dass Ratzinger ein Fundamentaltheologe und kein Dogmatiker sei.

## Ehrungen und Auszeichnungen
- 1947: Ernennung zum Erzbischöflichen Geistlichen Rat
- 1951: Aufnahme in die Bayerische Akademie der Wissenschaften, Historisch-Philosophische Klasse
- 1952: Aufnahme in die Academia Mariana Internationalis in Rom
- 1952: Aufnahme in die Accademia Leonardo Da Vinci Neapel
- 1952: Ernennung zum Päpstlichen Hausprälaten
- 1954: Kommandeurskreuz des Ordens Al Merito des Verdienstordens in Spanien
- 1956: Aufnahme in die Pontifica Accademia Theologica Romana
- 1957: Kommandeurkreuz des königlichen Phönix-Ordens des Königs von Griechenland
- 1959: Bayerischer Verdienstorden
- 1968: Großes Verdienstkreuz des Verdienstordens der Bundesrepublik Deutschland
- 1983: Ehrentitel Apostolischer Protonotar; Verleihung durch Papst Johannes Paul II. am 12. November 1983[12]
- 1983: Günther-Klinge-Kulturpreis der Gemeinde Gauting
- 1984: Bayerischer Maximiliansorden für Wissenschaft und Kunst
- Benennung des Kirchplatzes seines Geburtsortes Oberbaar als „Prof.-Michael-Schmaus-Platz“

### Festschriften
- 1957: Festschrift zum 60. Geburtstag
- 1967: Festschrift zum 70. Geburtstag

## Schriften
- - Die psychologische Trinitätslehre des heiligen Augustinus. Dissertation, München 1924.
  - Der Liber propugnatorius des Thomas Anglicus und die Lehrunterschiede zwischen Thomas von Aquin und Duns Scotus, II: Die trinitarischen Lehrdifferenzen. In: Beiträge zur Geschichte der Philosophie und Theologie des Mittelalters, Band  29. Habilitationsschrift 1930.
  - Katholische Dogmatik, Max Hueber Verlag München, 1. Auflage 1938–1941
    - 1 Die Theologie im allgemeinen – Die dogmatische Theologie: Gott der Dreieinige, 1960
    - 2/1 Gott der Schöpfer
    - 2/2 Gott der Erlöser
    - 3/1 Die Lehre von der Kirche, 1958
    - 3/2 Christi Fortleben und Fortwirken in der Welt bis zu seiner Wiederkunft, 1956
    - 4/1 Die Lehre von den Sakramenten, 1964
    - 4/2 Von den letzten Dingen, 1959
    - 5 Mariologie,  2. erweiterte Auflage 1961

  - Der Glaube der Kirche. Handbuch katholischer Dogmatik. EOS Verlag St. Ottilien, 2. verb. Auflage 1979–1982
    - Band 1: Grundlegung, Offenbarung, Kirche, Theologie:
      - Teil 1: Die Initiative Gottes auf menschliche Antwort hin, 1979, ISBN 978-3-88096-060-2
      - Teil 2: Die menschliche Antwort als Integration von Gottes Initiation, 1979, ISBN 978-3-88096-061-9

    - Band 2: Gott der Eine und Dreieinige, der ewige Ursprung des menschgewordenen Gottessohnes, 1979, ISBN 978-3-88096-062-6
    - Band 3: Gott der Schöpfer, 1979, ISBN 978-3-88096-063-3
    - Band 4:
      - Das Sein Jesu Christi, 1980, ISBN 978-3-88096-065-7
      - Hinführung zum Christusverständnis und das Heilstun Jesu Christi, 1980, ISBN 978-3-88096-064-0

    - Band 5: Der Glaube der Kirche:
      - Taufe, Firmung, Weihe, Busssakrament, Krankenölung, Ehe ISBN 978-3-88096-069-5
      - Das Wort, die Eucharistie als Zentralsakrament, 1982, ISBN 978-3-88096-068-8
      - Das Wesen der Kirche, 1982, ISBN 978-3-88096-066-4
      - Die Leitung der Kirche, 1982, ISBN 978-3-88096-067-1

    - Band 6:
      - Gott als der durch Christus Vergebende, 1982, ISBN 978-3-88096-161-6
      - Gott der Vollender, 1982, ISBN 978-3-88096-161-6

  - Vom Wesen des Christentums. Westheim bei Augsburg 1947.
  - Christus das Urbild des Menschen. Josef Habbel Verlag 1949.
  - Vom Geheimnis des in uns wohnenden Gottes. Credo Band 11, Credo Verlag Wiesbaden 1. Aufl. 1953
  - Engel und Dämonen, Credo Band 16. Credo Verlag Wiesbaden 1955
  - Zusammen mit Karl Forster: Der Kult und der heutige Mensch. München 1961.
  - Wahrheit als Heilsbegegnung. Reihe: Theologische Fragen heute, 1. München 1964.
  - Wahrheit und Zeugnis. Aktuelle Themen der Gegenwart in theologischer Sicht. Düsseldorf 1964.
  - Meditationen über Christus und der Laie nach dem Konzil. Josef Habbel Verlag, Regensburg 1966.
  - Der Glaube der Kirche. Handbuch katholischer Dogmatik. Max Hueber Verlag München, 1. Aufl. 1969–1970, 2. verb. Aufl. 1979–1982.
  - Gott der Dreifaltige. In: Hans Pfeil (Hrsg.): Unwandelbares im Wandel der Zeit, 20 Abhandlungen gegen die Verunsicherung im Glauben. Paul Pattloch Verlag Aschaffenburg, Band II: 1977, S. 104–136
  - Mitautor der Gesammelten Schriften von Matthias Joseph Scheeben.